# Angelika Kraus
Pour les articles homonymes, voir Kraus.
Angelika Kraus, née le 9 mai 1950 à Celle, est une nageuse allemande ayant représenté l'Allemagne de l'Ouest. Spécialiste du dos, elle est médaillée de bronze en relais aux Jeux de 1968.

## Carrière
Aux Jeux olympiques d'été de 1968, Angelika Kraus remporte la médaille de bronze du 4 x 100 m 4 nages avec ses compatriotes Uta Frommater, Heike Hustede-Nagel et Heidemarie Reineck. Elle remporte le même métal sur la même course aux Europe 1970.

## Palmarès
| Date | Compétition           | Lieu      | Place | Course            |
| ---- | --------------------- | --------- | ----- | ----------------- |
| 1968 | Jeux olympiques       | Mexico    | 3e    | 4 × 100 m 4 nages |
| 1970 | Championnats d'Europe | Barcelone | 4e    | 100 m dos         |
| 1970 | Championnats d'Europe | Barcelone | 7e    | 200 m dos         |
| 1970 | Championnats d'Europe | Barcelone | 3e    | 4 × 100 m 4 nages |